# Czarens Hus
Czarens hus er et bindingsværkshus i Nykøbing Falster bygget i 1690'erne og et af de ældste huse i byen. Det ligger på hjørnet af af Langgade og Færgestræde ud til Torvet i byen. Bygningen rummede indtil 2018 museet Falsters Minders kulturhistoriske udstillinger og en restaurant med samme navn. Czarens hus er stadig en del af Museum Lolland-Falsters udstillingssteder og rummer i dag udstillingen Museum Obscurum.
Huset er opkaldt zar Peter den Store, der besøgte stedet i 1716.

## Historie
Czarens hus blev bygget i 1690'erne, hvor adgangen til huset er sket igennem gennem nabohuset Kragsnaps Hus, der er omkring 50 år ældre. Arkæologiske undersøgelser viser at hjørnegrunden Langgade - Færgestræde, som Czarens Hus er bygget på, har været bebygget siden 1200-tallet. Det har tjent som både butik og gæstehus for områdets bønder og købmænd.
Den tidligst kendte ejer af huset er Ivar Rosenfeldt, der begyndte at drive gæstgiveri i 1697. Rosenfeldt var også postmester i byen, og huset fungerede også som posthus, idet posten ikke blev leveret ud i byen, men borgerne derimod kom for at hente deres post her.
I begyndelsen af 1700-tallet allierede Frederik 4. sig med den russiske zar Peter den Store, som stillede sin flåde til rådighed til en planlagt invasion af Skåne under Den Store Nordiske Krig. Mens flåden lå for anker ved København, besøgte Peter den Store Nykøbing i juli 1716. Han var kendt for at være uortodoks og valgte at spise i Ivar Rosenfeldts gæstgiveri frem for på Nykøbing Slot. En enkelt kilde hævder sågar, at han også boede på gæstgiveriet. Der blev opsat en mindeplade for hans besøg, og bygningen har siden været kendt som Czarens Hus.
I 1867 besøgte Christian 9. Czarens Hus sammen med den kommende zar Alexander 3., der var gift med prinsesse Dagmar. Senere har Christian 10. besøgt bygningen både som kronprins og konge. Senest har Dronning Margrethe 2. besøgt det i 1989 i forbindelse med Nykøbing Falster 700 års jubilæum.
Arikekt Henrik Christopher Glahn (1850–1931) restaurerede Czarens Hus i 1898. Det var ligeledes Glahn, der tegnede guldsmedbutikken, som indtil 2018 indgik i Falsters Minders udstilling.
I 1923 blev huset købt af kaffegrosserer og konsul J.P. Jeppesen, der overdrog bygningen til Falsters Minder. Indtil da var der drevet gæstgiveri i bygningen.
I 1958 blev der endnu engang åbnet en restaurant i Czarens Hus. Siden har der været restaurant i bygningen under forskellige forpagtere. Restauranten er i dag indrettet med originalt inventar som lysekroner, grønne vægge, høje paneler og gulddekorationer. Bygningen er i dag fredet. En del af husets vægdekorationer blev restaureret i 2011.